# Liste der Gouverneure von Liaoning
Dies ist die Liste der Gouverneure der chinesischen Provinz Liaoning.
| Name           | Amtszeit  |
| -------------- | --------- |
| Du Zheheng     | 1954–1958 |
| Huang Oudong   | 1958–1967 |
| Chen Xilian    | 1968–1973 |
| Zeng Shaoshan  | 1975–1978 |
| Ren Zhongyi    | 1978–1978 |
| Chen Puru      | 1980–1982 |
| Quan Shuren    | 1983–1986 |
| Li Changchun   | 1986–1990 |
| Yue Qifeng     | 1990–1994 |
| Wen Shizhen    | 1994–1998 |
| Zhang Guoguang | 1998–2001 |
| Bo Xilai       | 2001–2004 |
| Zhang Wenyue   | 2004–2007 |
| Chen Zhenggao  | 2007–2014 |
| Li Xi          | 2014–2015 |
| Chen Qiufa     | 2015–2017 |
| Tang Yijun     | 2017–     |